# Ильинский сад (Санкт-Петербург)
Ильи́нский сад находится в Красногвардейском районе Санкт-Петербурга на нечетной стороне шоссе Революции и улицы Химиков, между улицей Потапова и рекой Охтой, и на другом берегу Охты, между Ильинской слободой и рекой Лубья.

## История создания
Ильинский сад сформировался в 1980-е годы, во время строительства нового жилого комплекса Ржевка-Пороховые и включил в себя культурные, природные и исторические объекты этого места.
Также как Ильинская слобода и оба моста (Большой Ильинский и Малый Ильинский), получил своё название от расположенного рядом храма Святого Илии Пророка.
- Через Ильинский сад протекает река Охта. И делит его на две части, имеющие самостоятельные названия:

Большой Ильинский сад, который находится на нечетной стороне шоссе Революции, между улицей Потапова и рекой Охтой, и
Малый Ильинский — на другом берегу Охты, между Ильинской слободой и рекой Лубья.

## Культурно-исторические объекты
- Первую деревянную часовню в честь пророка Илии здесь построили в 1717 году, а существующий ныне собор — в 1785 году по проекту архитектора Н. А. Львова[1].
- Большой Ильинский мост (старые названия: Третий Охтинский, Ильинский) — мост через реку Охта в Красногвардейском районе. Один из первых монолитных железобетонных мостов, построенных в Санкт-Петербурге. Создан в 1912 году, сохранился в первоначальном виде[2].
- Вдоль Ильинского сада, по шоссе Революции, проходит «городской» участок «Дороги жизни» — мемориальная трасса «Ржевский коридор», созданный по концепции и эскизам архитектора В. С. Лукьянова к Сороковой годовщине Победы в Великой Отечественной войне. В 1985 году здесь была установлена одна из стел этого комплекса[3][4].
- В восточной части Ильинского сада — между улицей Химиков и рекой Охта стоят Александровские ворота — памятник архитектуры в стиле классицизма, бывшие ворота Охтинского порохового завода в Санкт-Петербурге. Построены по проекту Фёдора Ивановича Демерцова в 1806 году[5].

## Галерея

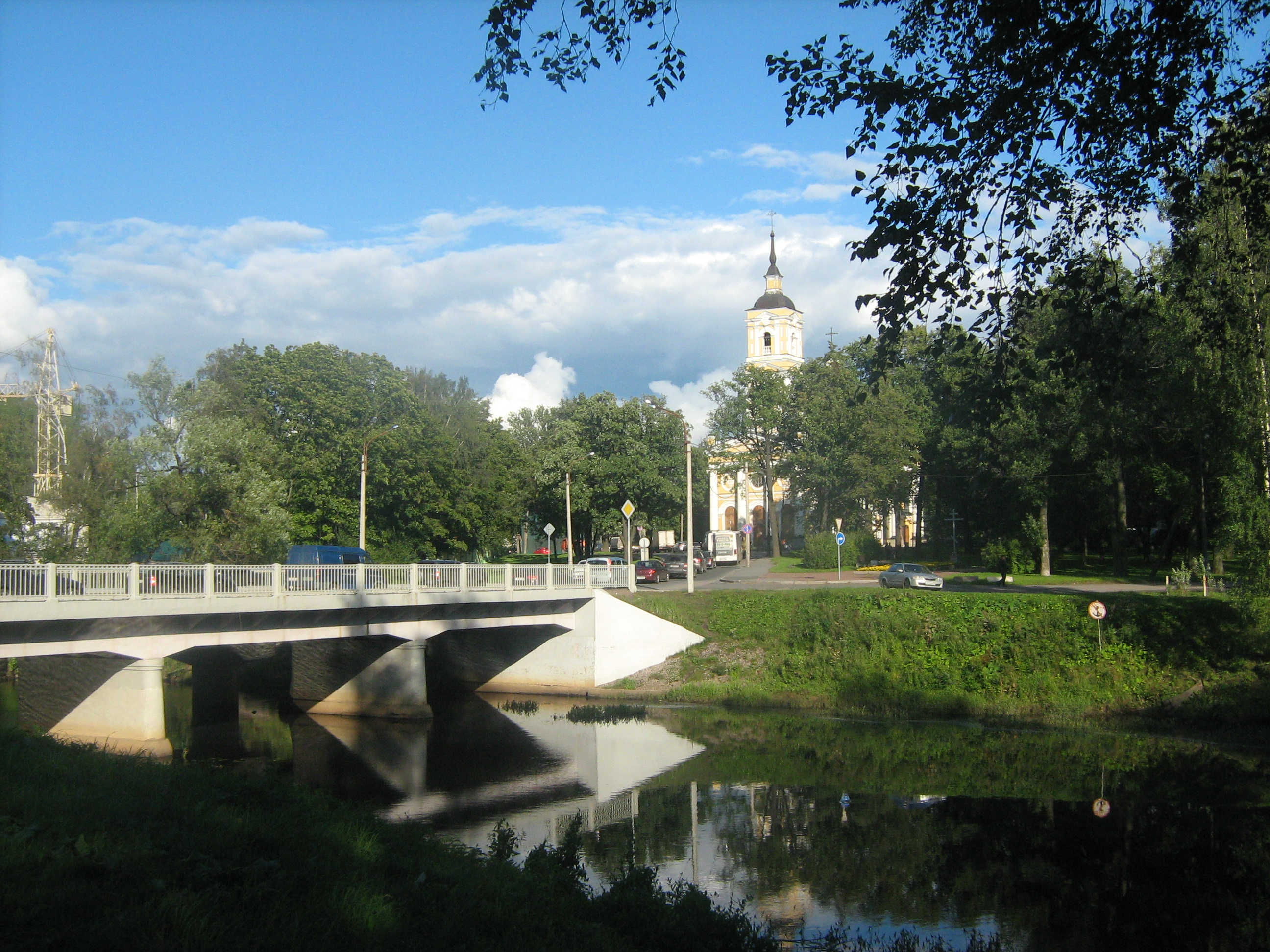
Вид со стороны Большого Ильинского сада на Большой Ильинский мост и Храм Ильи Пророка
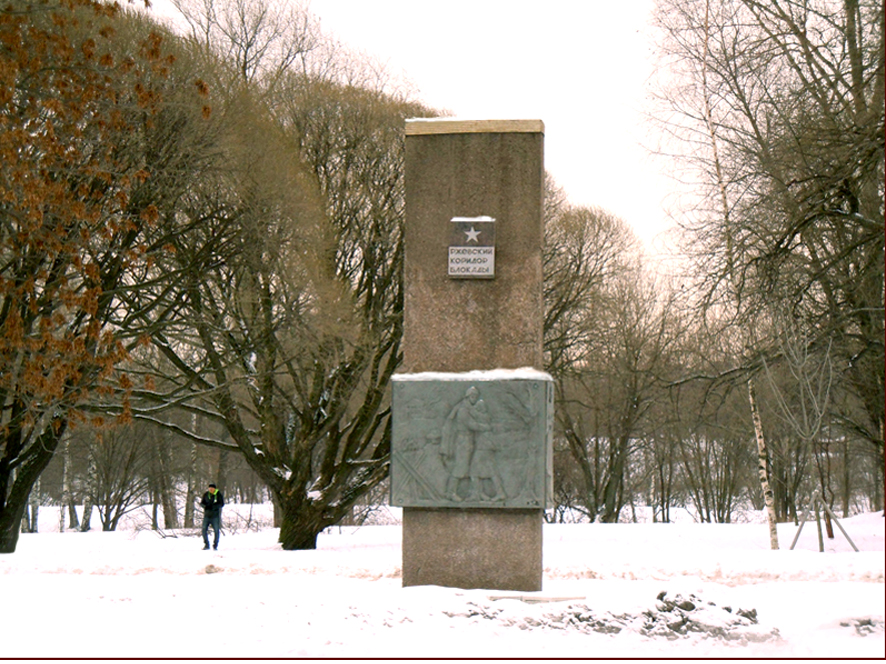
Ильинский сад со стороны шоссе Революции (февраль). Стела мемориальной трассы «Ржевский коридор»
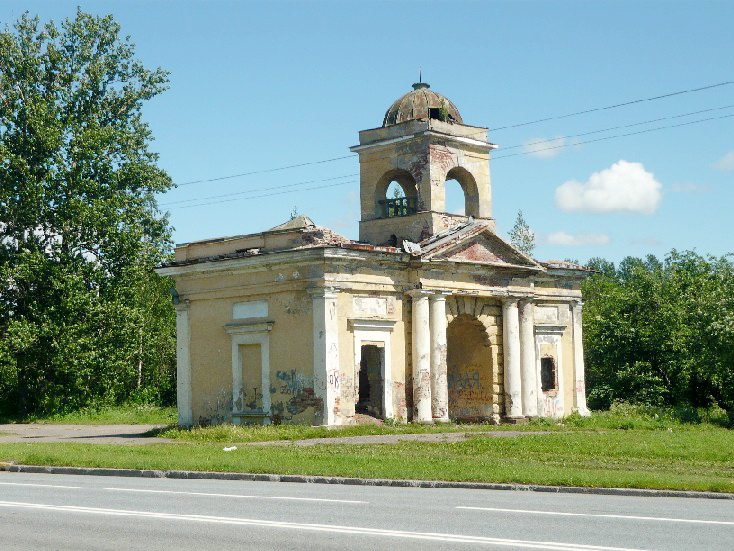
Александровские ворота. Архитектор Ф. И. Демерцов. Сооружены в 1806 году
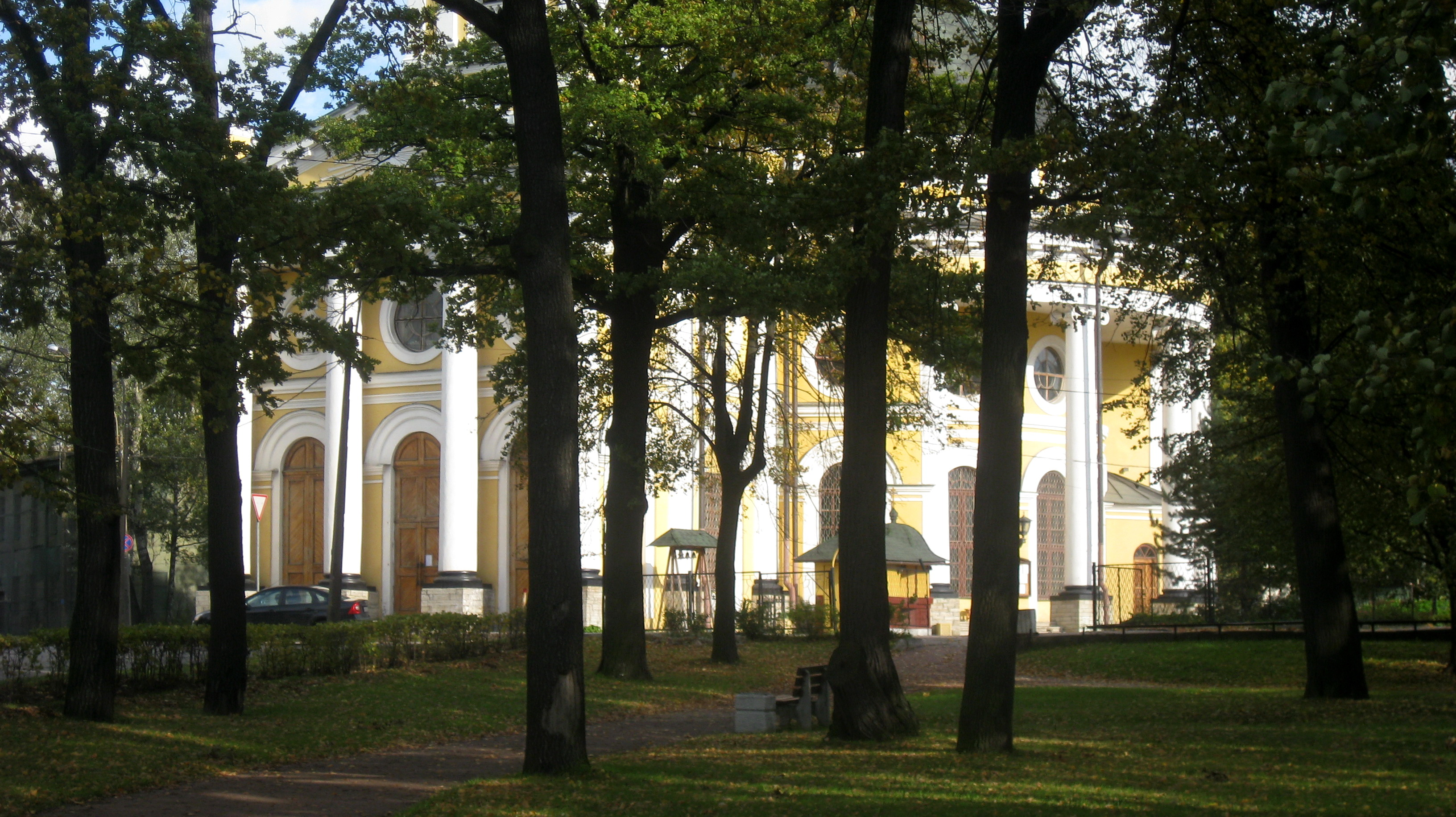
Вид из сада на Храм Ильи Пророка